# 黎城城隍庙
黎城城隍庙，位于山西省长治市黎城县县城黎侯镇城内村河下东街95号，是一处全国重点文物保护单位。

## 历史
据《黎城县志》载，黎城城隍庙创建于北宋天圣年间（1023～1031），元至正年间（1341～1368）焚于兵火，明洪武二年（1369年）重建。嘉靖十六年（1537年）及康熙四十年（1701年）和宣统三年（1911年）均有重修，现山门为明代遗构，正殿为清代遗构。

## 建筑
黎城城隍庙坐北朝南，一进院落布局，东西36.23米、南北52.65米，占地面积1892平方米。中轴线上由南至北依次遗有山门、正殿，山门两侧遗存有掖门。庙内存有明清重修碑4通。该庙为黎城县保存较好的一处明、清建筑，为研究当地明、清寺庙建筑提供了实物资料。

## 保护
1996年1月12日，黎城城隍庙公布为山西省文物保护单位，2013年3月5日，黎城城隍庙公布为第七批全国重点文物保护单位，编号 7-0873-3-171。